# John Rambo (szereplő)
John Rambo (teljes nevén John James Rambo) egy kitalált katona, akit David Morell alkotott meg Első vér című kisregényéhez, majd egy adaptációt követően a „Rambo filmek” főszereplőjévé vált, amelyekben megformálója minden alkalommal Sylvester Stallone, ismert amerikai színész.
1947. július 6-án született. Nevének eredetére több magyarázat is létezik: egyik szerint egy 17. századi svéd telepes, Peter Gunnarson Rambo ihlette, amikor Morrell a felesége által a piacról hazahozott 'rambo' fajtájú alma címkéjén rálelt a névre. Más vélemények szerint Rimbaud, a költő után kapta a John Rambo nevet.

## Az Első vér című kisregény szereplője
A regényt 1968-ban kezdte el írni az éppen akkor zajló vietnámi háborúra reflektálva. Rambo a katonai szolgálatban megélt borzalmak áldozata, ez teszi erőszakossá és ösztönössé. Ám míg a kötet lapjain a rendőrségi kényszerborotválás során annyira megzavarodik, hogy hidegvérrel végzi ki egymás után az embereket úgy, ahogy arra Vietnámban megtanították, a film inkább Rambo ártatlanul üldözött, menekülő oldalát helyezte előtérbe. A könyv végén Rambo meghal.

## Rambo a filmekben
A karakter alakulására a főszereplőt alakító Sylvester Stallone volt a legnagyobb hatással, akinek köszönhetően az első rész végén nem hal meg a katona. A színész egyik legfontosabb szerepe – már a Rocky után, de az A feláldozhatók címszerepe előtt –, melyet a negyedik részben már maga is rendezett.
A filmbeli John J. Rambo elsősorban az Amerikai Egyesült Államok katonaideálját, de egyben „kollektív lelkiismeretét” testesíti meg egy személyben cselekményein keresztül. Így, míg az első két rész a vietnámi háborút próbálta feldolgozni, a harmadikban az aktuálpolitika Afganisztánba szólította az elitkatonát. A negyedik részben Délkelet-Ázsia dzsungeleiből, ahol bár története szerint már viszonylagos lelki békére lelt, mégis Burmába indult egy misszionárius csoport védelmére. David Morrell az ebben az epizódban már érett korú karakter megformálásáról azt nyilatkozta: ez az egyetlen rész a sorozatból, amelyben az általa megalkotott Rambo figuráját látta viszont.

### Filmek
- Rambo – Első vér (1982)
- Rambo II (1985)
- Rambo III (1988)
- John Rambo (Rambo IV) (2008)
- Rambo V. - Utolsó vér (2019)